# Comté de Reynolds
Le comté de Reynolds (Reynolds county) est un comté du Missouri aux États-Unis. Le siège du comté se situe à Centerville. Le comté date de 1845 et il fut nommé en hommage au gouverneur du Missouri Thomas Reynolds.  Au recensement de 2000, la population était constituée de 6.689 individus. 

## Géographie
Selon le bureau du recensement des États-Unis, le comté totalise une surface 2.109 km² dont 8 km² d’eau. 

### Comtés voisins
- Comté de Dent  (nord-ouest)
- Comté d'Iron (Missouri)  (nord-ouest)
- Comté de Wayne (Missouri)  (sud-est)
- Comté de Carter (Missouri)  (sud)
- Comté de Shannon (Missouri)  (ouest)

### Routes principales
- Missouri Route 21
- Missouri Route 49
- Missouri Route 72
- Missouri Route 106

## Démographie
Selon le recensement de 2000, sur les 6.689 habitants, on retrouvait 2.721 ménages et 1.915 familles dans le comté. La densité de population était de 3 habitants par km² et la densité d’habitations (3.759 au total)  était de 2 habitations par km². La population était composée de 95,65 % de blancs, de 0,52 %  d’afro-américains, de 1,29 % d’amérindiens et de 0,19 % d’asiatiques.
27,80 % des ménages avaient des enfants de moins de 18 ans, 59,2 % étaient des couples mariés. 24 % de la population avait moins de 18 ans, 6,8 % entre 18 et 24 ans, 25 % entre 25 et 44 ans, 27,9 % entre 45 et 64 ans et 16,2 % au-dessus de 65 ans. L’âge moyen était de 41 ans. La proportion de femmes était de 100 pour 101,6 hommes.
Le revenu moyen d’un ménage était de 25.867 dollars.

## Villes et cités
| - Black - Bunker | - Centerville - Ellington | - Reynolds - Lesterville |